# Королёва, Оксана Игоревна
Окса́на И́горевна Королёва (род. 17 июля 1984 года, Астрахань) — российская гандболистка, левая полусредняя краснодарской «Кубани». Заслуженный мастер спорта (2009).

## Спортивная карьера

### Клубы
- 1999—2000 —  «Астраханочка»(Астрахань)
- 2000—2001 —  «Лада» (Тольятти)
- 2001—2002 —  АГУ-АдыИФ (Майкоп)
- 2002—2007 —  «Лада» (Тольятти)
- 2007—2016 —  «Звезда» (Звенигород)
- С 2016 года —  «Кубань» (Краснодар)

Шестикратная чемпионка России (2002—2007), серебряный призёр чемпионатов России (2008—2010), бронзовый призёр чемпионата России (2013),  финалистка Лиги чемпионов (2007), победительница Лиги чемпионов (2008), чемпионата Европы среди клубов — Трофея чемпионов (2008), Кубка России (2009, 2010, 2011, 2014).
В сезоне 2015/2016 в составе «Звезды» в ЧР провела 20 игр, забросила 86 мячей (57%), сделала 20 голевых передач.

## Достижения
- Чемпионка мира 2009).
- Бронзовый (2008) призёр чемпионата Европы.
- 6-кратная чемпионка России (2002-2007).
- 4-кратная обладательница Кубка России (2009, 2010, 2011, 2014).
- Обладательница Лиги чемпионов (2008).
- Обладательница Трофея чемпионов (2008).
- 2-кратная чемпионка Европы и чемпионка мира в составе юношеской и молодёжной сборной России.
- Обладательница Суперкубка России (2014).

### Сборные
В 2001—2003 годах выступала за юниорскую и молодёжную сборные России, в 2004 году дебютировала в национальной сборной России, сыграв на чемпионате Европы в Венгрии (4-е место).
Чемпионка Европы среди девушек (2001), чемпионка Европы (2002) и мира (2003) среди молодёжных команд.
Бронзовый призёр чемпионата Европы-2008, чемпионка мира-2009.